# Battaglia di Azincourt
La battaglia di Azincourt (o di Agincourt per gli inglesi) si svolse vicino l'omonima località nell'odierno dipartimento del Passo di Calais il 25 ottobre 1415 nell'ambito della guerra dei cent'anni, vedendo contrapporsi le forze del Regno di Francia di Carlo VI contro quelle del Regno d'Inghilterra di Enrico V.
Falliti i negoziati con i francesi, gli inglesi ripresero la campagna sul continente europeo. A causa delle malattie, l'esercito di Enrico perse numerosi soldati e fu costretto a ritirarsi ripiegando su Calais, dopo l'assedio di Harfleur, in Normandia. Lungo la via per Calais, i francesi sbarrarono loro la strada presso Azincourt con un'armata molto più numerosa. Negli scontri che seguirono, re Enrico in persona guidò in prima linea il suo esercito, anche se la battaglia vide un ampio uso dell'arco lungo, con circa l'80% delle forze inglesi formate da arcieri. Il re Carlo VI di Francia invece non prese parte alla battaglia, a causa dei disturbi psichici di cui soffriva, e al posto suo l'esercito francese era guidato dal connestabile Carlo I d'Albret e da altri nobili.
In virtù della decisiva vittoria inglese, la battaglia è considerata uno dei momenti più cupi della storia della Francia e al contrario uno dei più fulgidi per l'Inghilterra, la quale vide crescere il morale dei suoi uomini e il prestigio del regno dando il via ad un nuovo periodo di supremazia nel conflitto. La battaglia è una delle più celebrate in Inghilterra ed è stata uno dei trionfi più importanti della guerra dei cent'anni, assieme alla battaglia di Crécy e a quella di Poitiers, tanto che nel 1599 divenne parte focale dell'opera teatrale Enrico V, di William Shakespeare.

## Testimonianze dell'epoca

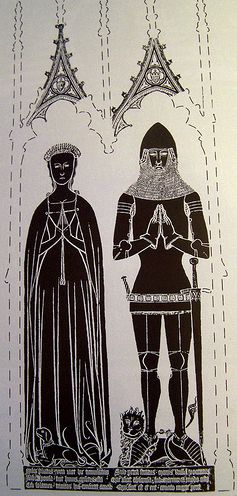
Raffigurazione in ottone risalente alla battaglia di Azincourt rappresentante un cavaliere dell'epoca, sir Maurice Russell (a destra). L'opera si trova nella Chiesa di Dyrham, nel Gloucestershire

La battaglia di Azincourt fu ben documentata da almeno sette fonti dell'epoca, di cui tre testimonianze dirette. Subito dopo la battaglia, Enrico radunò tutti gli araldi al seguito dei due eserciti e assieme decisero che lo scontro sarebbe stato chiamato "battaglia di Azincourt", dal nome della fortificazione più vicina. Due delle principali fonti vengono dalla Borgogna, uno è Jean Le Fèvre de Saint-Remy che era tra i presenti, l'altro è Enguerrand de Monstrelet. Una testimonianza inglese viene dal Gesta Henrici Quinti, scritto da un anonimo che si crede probabilmente fosse un cappellano al seguito del monarca e che si sarebbe trovato nelle retrovie durante la battaglia.

## Antefatti

### Enrico V e Carlo VI
Enrico V d'Inghilterra salì al trono il 20 marzo 1413, a quasi ventisei anni. Dotato di un profondo senso del dovere e attorniato da un'aura cavalleresca, Enrico era ansioso di farsi onore sul campo di battaglia, onde rinnovare le vittorie ottenute nel secolo precedente da Edoardo III. Asceso al trono, Enrico risolse celermente la questione dei Lollardi e represse una congiura nobiliare contro la sua persona. Il sovrano vide inoltre in una vittoriosa campagna contro la Francia quella soluzione che non solo avrebbe giovato al morale della popolazione, ma avrebbe unito il regno e rafforzato la popolarità del casato di Lancaster. Negli anni '10 del XXI secolo, una rivalutazione della strategia di Enrico V ad Azincourt, che tenne conto delle testimonianze borgognone e del Gesta Henrici, affermò che la guerra era vista come un "giusto processo", necessario per risolvere i disaccordi sulle pretese al trono di Francia.
La Francia, dal canto suo, non poteva trovarsi in un momento storico peggiore: il governo di Carlo VI, detto "il folle" per la malattia mentale che l'affliggeva, aveva portato il Paese in uno stato di totale anarchia dove armagnacchi e borgognoni si contendevano il potere in nome del sovrano.

### Le trattative
Quando i negoziati tra i due paesi rivali si interruppero, Enrico invase la Francia. Egli reclamava il trono di Francia, per via della sua discendenza da Enrico III; tuttavia come tutti i suoi predecessori era disposto a rinunciarvi se i francesi avessero riconosciuto le pretese inglesi sull'Aquitania e altre terre, come previsto dal Trattato di Brétigny. Nel 1413, Enrico ottenne un'alleanza con il duca di Borgogna, Giovanni Senza Paura e quindi, forte di questa, nell'agosto 1414 avanzò delle richieste talmente oltraggiose che il governo francese non poté accettare. In breve, Enrico chiedeva: la Corona di Francia, i feudi angioini dei Plantageneti, incluso il ducato di Normandia e parte della Provenza, la parte del riscatto del re francese Giovanni II (catturato a Poitiers nel 1356) pari a 1,6 milioni di corone non ancora pagate, e infine la mano di Caterina di Valois figlia del re di Francia, più una dote di 2 milioni di corone.
I francesi risposero offrendo il matrimonio con Caterina, 600000 corone e una Aquitania "allargata". Per il 1415, i negoziati si erano bloccati nuovamente, con gli inglesi che affermavano di essere stati presi in giro e che il loro re era stato ridicolizzato. Nel frattempo, nel dicembre del 1414, il Parlamento inglese aveva raddoppiato la tassa di sussidio del re, affinché egli potesse recuperare i suoi domini francesi. Inoltre, il 19 aprile 1415, Enrico chiese al Gran Consiglio di sovvenzionare una guerra con la Francia, richiesta che fu accettata.

### L'invio della spedizione e l'assedio di Harfleur

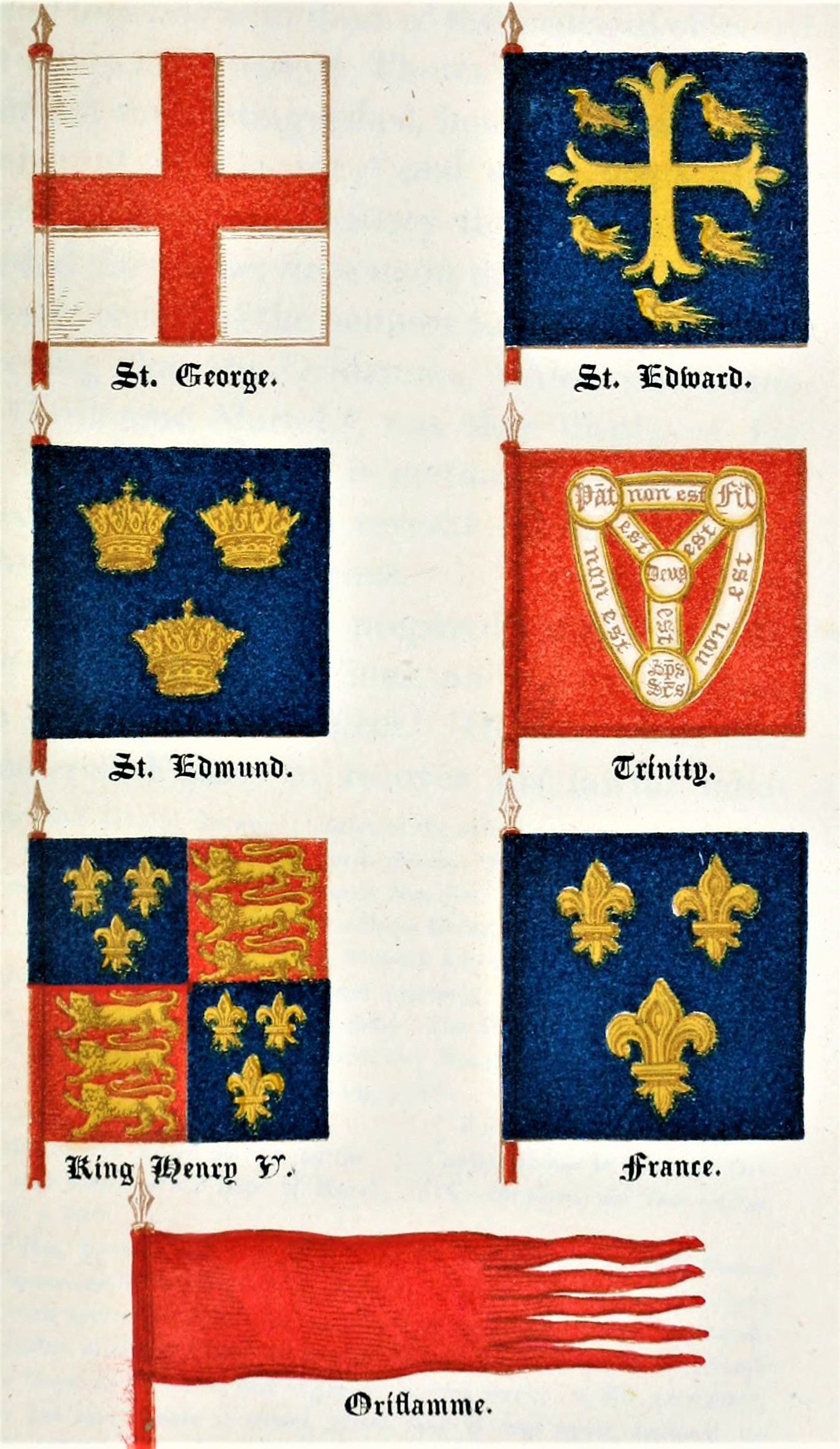
Ricostruzione del 1833 delle insegne della battaglia di Azincourt

La spedizione fu preparata con cura. Era stata predisposta una grande quantità di materiale bellico, raccolto dai provveditori reali, nei magazzini di Londra. Per dichiarare guerra l'Inghilterra aveva bisogno di un grande esercito e di una grande flotta, mentre nel momento in cui Enrico salì al trono aveva a disposizione solo sei navi; dopo due anni ne aveva il doppio, con la costruzione di navi presso i cantieri di Southampton, ma non erano ancora abbastanza per occupare i porti francesi, dovendo così acquistare diverse imbarcazioni dall'Olanda. Risolto il problema della flotta bisognava allestire l'esercito: Enrico convocò i nobili del regno chiamandoli alle armi affinché reclutassero piccoli contingenti nei loro castelli, emanando inoltre una coscrizione temporanea in modo da reclutare milizie e volontari a sue spese per un certo periodo. L'esercito però era ancora insufficiente e così Enrico chiese aiuto alle città del regno che potevano offrire denaro, in cambio avrebbe dato la Corona del defunto re Riccardo II. Londra mise assieme 10000 sterline, ma la corona di Riccardo andò invece al comune di Norfolk, che però diede alle casse dello Stato solo mille sterline.
Alla chiamata alle armi dovevano rispondere anche uomini della Chiesa insieme a tutti i componenti del clero e fu imposta una tassa al popolo (compresi i mercanti stranieri) per l'allestimento dell'esercito. Alla fine re Enrico mise assieme un esercito di 12 000 uomini d'arme e 20 000 cavalieri (alla battaglia di Azincourt arrivarono però solo 6 000 uomini). Così, il 13 agosto 1415, la flotta inglese arrivò a Cap de la Hève, alla foce della Senna, nei pressi di Le Havre. L'indomani sbarcò l'esercito e alcuni giorni dopo mise l'assedio a Harfleur, porto che avrebbe, una volta conquistato, funto da base per il suo esercito. Contro ogni aspettativa, la popolazione di Harfleur si era preparata rinforzando le mura e allagando la pianura circostante, costringendo gli inglesi ad un duro assedio. Col passare del tempo, tanto tra gli assediati quanto tra gli assedianti, iniziò a scarseggiare il cibo. Inoltre l'aria poco salubre delle paludi, il duro lavoro imposto ai soldati per costruire avamposti per l'attacco e trincee, e per i francesi apprestamenti difensivi e riparazioni, e le umide notti iniziarono a diffondere epidemie di febbri e dissenteria che devastarono sia l'esercito inglese che i difensori e la popolazione civile.
Il 22 settembre 1415, la città cadde e, ad inizio ottobre, re Enrico decise, contro il parere di tutti, di proseguire la sua marcia verso Calais, dove avrebbe voluto attendere la fine dell'inverno. Lasciato un contingente di 1 200 uomini a difendere Harfleur, il re iniziò la propria marcia con un contingente di circa 6 000 uomini, di cui 5 000 arcieri e solo 1 000 uomini d'arme (per Alfred Coville erano 13 000 soldati). Il suo intento era rimanere in Francia per dimostrare che le sue pretese al trono non erano solo teoriche. Era inoltre una provocazione contro Luigi, il delfino di Francia, il quale aveva rifiutato di scontrarsi in duello con Enrico ad Harfleur.

### La marcia verso Calais
Nel frattempo, nobili di tutta la Francia avevano risposto alla chiamata alle armi fatta dal delfino e dal re; ma l'esercito, anche se numericamente ben fornito di 9 000 uomini (secondo lo storico Alfred Coville invece era di circa 50 000 soldati), si era riunito presso la città di Rouen, solo ad ottobre, e le forze giunte sotto la guida dei duchi di Berry, d'Alençon, di Borbone e d'Angiò, si riunirono sotto il comando del connestabile di Francia, Carlo I d'Albret.
Durante la marcia verso Calais, l'esercito francese cercò più volte, senza apprezzabili risultati, di tendere imboscate che indebolissero fino alla distruzione l'esercito inglese, il quale arrivò in Piccardia prima di trovarsi di fronte l'armata francese vicino alla Somme. Gli inglesi furono costretti quindi a dirigersi verso sud, in direzione opposta a Calais, finché non attraversarono il fiume a Béthencourt-sur-Somme e a Voyennes, per puntare poi di nuovo verso nord. Il 24 ottobre, i due eserciti si incontrarono uno di fronte all'altro. I francesi esitarono, prendendo tempo affinché arrivassero i rinforzi e, il giorno seguente, chiesero delle negoziazioni, in modo da prendere ulteriore tempo. Anche Enrico inizialmente non voleva combattere date le condizioni del suo esercito e se doveva farlo voleva che fosse in modo difensivo, sfruttando gli arcieri com'era accaduto a Crécy. Gli inglesi però avevano percorso più di 400 km in una settimana e mezza, avevano carenza di cibo ed erano stati duramente colpiti dalle malattie; attendere avrebbe ulteriormente aggravato la situazione e permesso ai francesi di aumentare le loro file. Enrico ordinò quindi che l'esercito avanzasse e ingaggiasse battaglia.

## Il campo di battaglia e gli schieramenti

### Lo schieramento inglese

Rappresentazione schematica della battaglia. Le forze inglesi sono indicate in rosso, quelle francesi in blu

Secondo la visione tradizionale, alle prime luci del 25 ottobre, Enrico dispiegò i circa 1 500 uomini d'arme e circa 7 000 arcieri sui 700 metri di campo aperto tra le aree boschive. Esclusi gli arcieri che erano agli ordini del veterano sir Thomas Erpingham, l'esercito fu diviso in tre battaglioni: il destro, guidato dal Duca di York, il sinistro, agli ordini di sir Thomas de Camoys, e quello al centro, comandato da re Enrico in persona. Probabilmente gli inglesi adottarono la loro tipica linea da battaglia, con gli archi lunghi posizionati ai fianchi di cavalieri e uomini d'arme, posti al centro. Gli uomini d'arme, con corazze e maglie fatte d'anelli di ferro, furono posizionati fianco a fianco, su quattro file, mentre gli arcieri inglesi e gallesi conficcarono pali appuntiti nel terreno, inclinati, per creare una difesa contro la cavalleria francese. È possibile che per questo tipo di difesa, gli inglesi si siano ispirati alla battaglia di Nicopoli del 1396, dove gli ottomani usarono la stessa tattica difensiva proprio contro i francesi.
Com'era consuetudine, prima della battaglia gli inglesi si confessarono. Enrico, temendo un attacco francese a sorpresa e volendo che le sue truppe rimanessero concentrate, ordinò a tutti gli uomini di passare la notte prima della battaglia in silenzio, pena il taglio di un orecchio. Inoltre li spronò dicendo di preferire la morte nell'imminente battaglia piuttosto che essere fatto prigioniero. Disse inoltre, con enfasi, che la loro causa era giusta e ricordò loro le grandi vittorie che i re inglesi avevano inflitto ai francesi. Le fonti dalla Borgogna affermano inoltre che Enrico concluse dicendo che i francesi avrebbero tagliato due dita della mano destra ad ogni arciere, in modo che non potessero più usare un arco lungo. Questa parte del discorso è ancora argomento di dibattito, in quanto il destino di ogni prigioniero che non potesse essere usato per ottenere un riscatto era solitamente la morte.

### Lo schieramento francese
L'esercito francese comprendeva 10 000 uomini d'arme più 4-5 000 uomini appiedati, inclusi arcieri, balestrieri e portatori di scudi, per un totale di 14-15 000 uomini. Con tutta probabilità, ogni uomo d'arme era accompagnato da un valletto, cioè un servitore armato, aggiungendo potenzialmente quindi altri circa 10 000 uomini, anche se alcuni storici li omettono dal conteggio.
I francesi erano organizzati in due principali battaglioni, uno in prima linea e uno dietro, formati da uomini d'arme a piedi, protetti da altri uomini ai fianchi. Vi era inoltre una forza di cavalleria d'élite il cui scopo era rompere gli schieramenti di arcieri inglesi e liberare la strada alla fanteria. È probabile che vi fosse anche un secondo gruppo di cavalieri che avrebbe dovuto attaccare la retroguardia inglese, dov'erano posizionati le vettovaglie e i servitori. Molti nobili e gentiluomini chiesero - e ottennero - posti in prima linea, dove avrebbero avuto possibilità più alte di acquisire gloria e ricompense dai riscatti dei prigionieri, portando così ad avere la maggior parte degli uomini d'arme nobili in prima linea. Nonostante fosse pianificato che arcieri e balestrieri dovessero posizionarsi sui fianchi, non furono considerati necessari per la battaglia e quindi finirono dietro gli uomini d'arme. In mancanza di spazio, i francesi organizzarono un terzo battaglione, la retroguardia, principalmente composto dai valletti, a cavallo dei destrieri appartenenti agli uomini che avrebbero combattuto a piedi.
Il battaglione d'avanguardia e quello centrale contavano rispettivamente 4 800 e 3 000 uomini d'arme. Entrambi i gruppi erano dispiegati in formazioni dense e strette di circa sedici linee e posizionati a breve distanza gli uni dagli altri. Carlo I d'Albret e l'autore Boucicaut erano assieme a quasi tutti i più importanti nobili nel gruppo d'avanguardia. Giovanni I d'Alençon e Edoardo III di Bar guidarono il battaglione principale. Altri 600 uomini d'arme appiedati erano posizioni in ciascun fianco, quello sinistro agli ordini di Luigi I di Borbone-Vendôme, quello destro guidato da Arturo III di Bretagna. Per disperdere gli arcieri inglesi, tra gli 800 e i 1 200 cavalieri, armati di picca, furono equamente distribuiti sui fianchi dell'avanguardia, posizionati leggermente più avanti della prima fila. Circa altri 200 cavalieri erano quelli designati per l'attacco alle retrovie inglesi. Sembra che i francesi non avessero un piano ben chiaro su come dispiegare il resto dell'esercito, quindi la retroguardia, priva di un comandante, servì da luogo di sosta per le truppe in eccesso.

### Il terreno di scontro

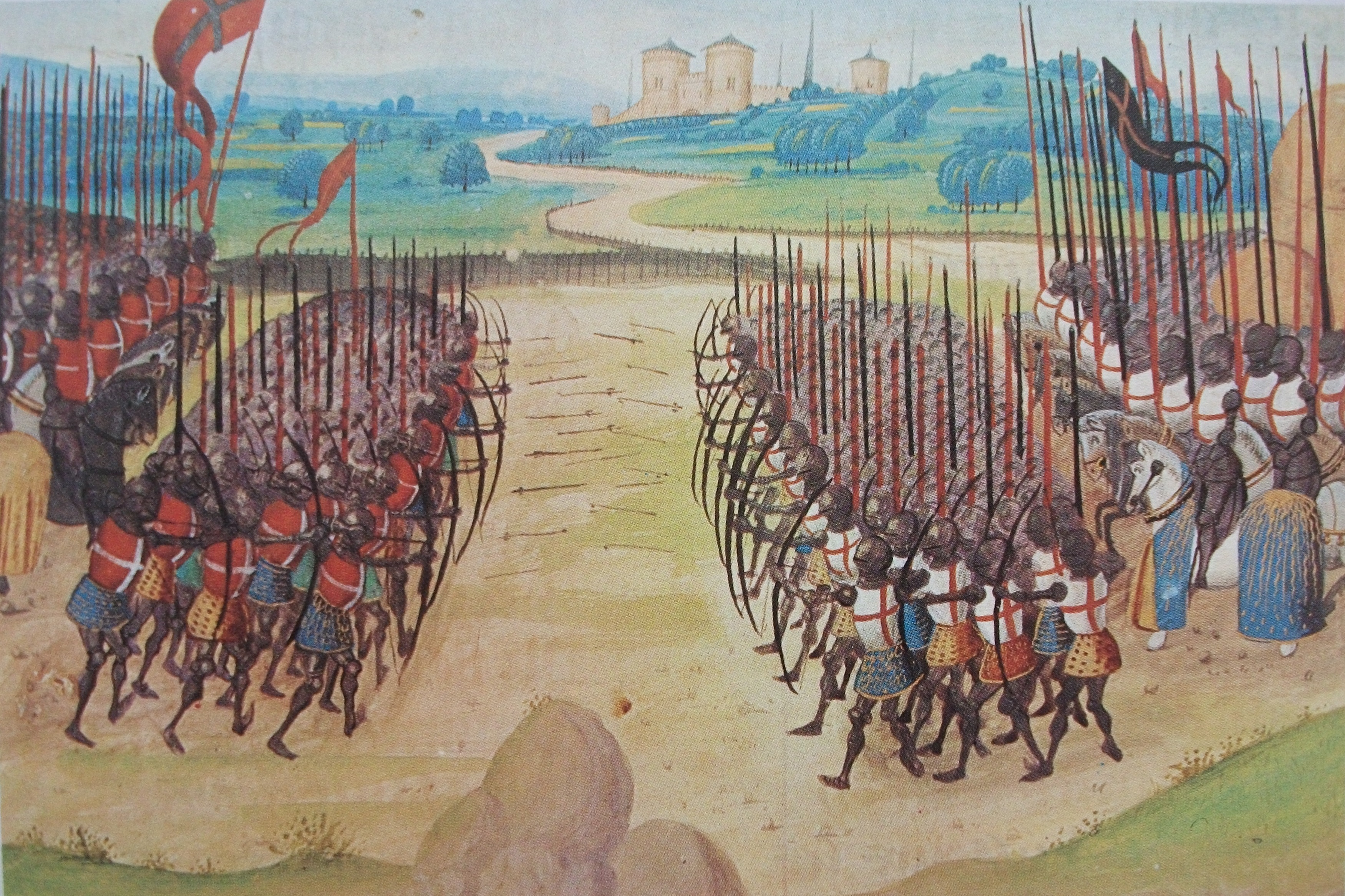
Enguerrand de Monstrelet, La battaglia di Azincourt, miniatura del XV secolo

L'esatta posizione del campo di battaglia non è nota. Tradizionalmente si ritiene essere la striscia di terra presente ancora oggi tra i boschi di Tramecourt e Azincourt, presso l'odierna cittadina omonima. Tuttavia, la carenza di prove archeologiche ha portato a ipotizzare che lo scontro armato sia avvenuto in realtà a ovest di Azincourt stesso. Nel 2019, anche lo storico Micheal Livingston parlò in un articolo di un possibile sito a ovest di Azincourt, basandosi su una revisione delle fonti e confrontandole con mappe antiche.
Lo stato del terreno fu determinante nell'esito dello scontro. La terra, arata da poco e circondata da aree boschive, favoriva gli inglesi, sia perché la fascia di terreno era stretta, sia per la presenza di fango attraverso il quale i cavalieri francesi avrebbero dovuto camminare.
Le testimonianze descrivono come i francesi ingaggiarono gli uomini d'arme inglesi prima di essere attaccati ai fianchi dagli arcieri, in un combattimento corpo a corpo caotico. La testimonianza inglese nel Gesta Henrici afferma: "Poiché quando alcuni di loro, uccisi all'inizio della battaglia, caddero di fronte, così grande fu l'indisciplinata violenza e la pressione della massa di uomini retrostanti che i vivi caddero sui morti e altri che caddero sui vivi rimasero anch'essi uccisi".
Nonostante i francesi inizialmente fossero riusciti a spingere indietro la linea inglese, si ritrovarono ad essere così stretti tra loro che ebbero problemi nell'utilizzo stesso delle armi. Un monaco francese di Saint-Denis riportò: "la loro avanguardia, composta da circa 5 000 uomini, si ritrovò così compattata che coloro che si trovavano nella terza fila erano scarsamente in grado di usare la spada"; anche le fonti della Borgogna riportano informazioni simili.
Le piogge recenti avevano inoltre reso il campo di battaglia molto fangoso, rendendo molto difficile camminare con un'armatura completa indosso. Il monaco riporta al riguardo che le truppe francesi "marciavano nel bel mezzo del fango dove affondavano fino al ginocchio. Così essi erano già affaticati ben prima di avanzare contro il nemico". Il fango favorì molto gli inglesi, proprio perché, una volta bloccati nel terreno, i cavalieri francesi pesantemente armati ebbero molte difficoltà a combattere nel corpo a corpo contro gli arcieri che attaccavano in mischia dai fianchi armati in modo leggero. La storica Barker afferma persino che alcuni di essi, sotto il peso dell'armatura, soffocarono nei loro elmi.

## La battaglia

### Le manovre iniziali

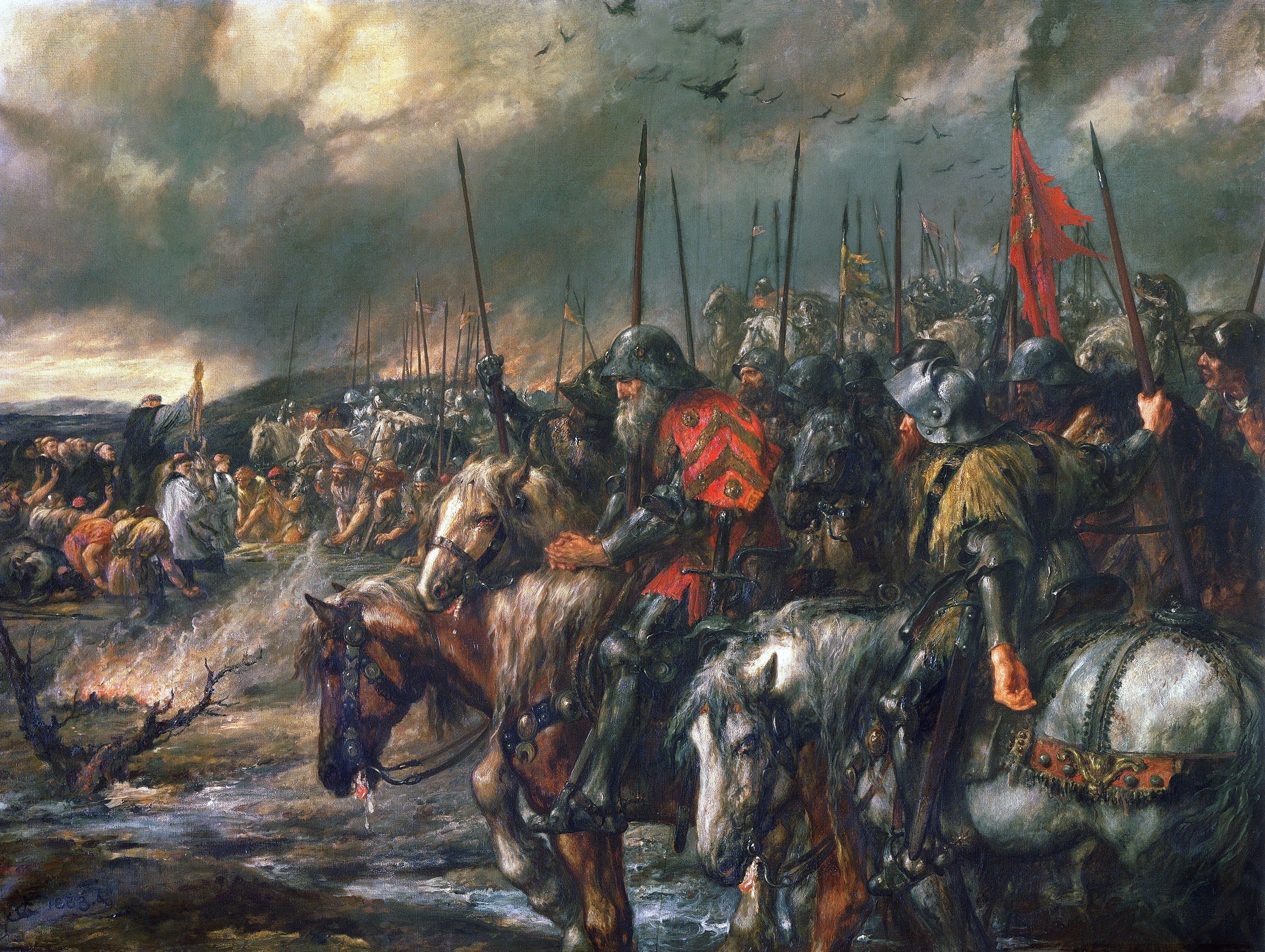
La mattina della Battaglia di Azincourt di sir John Gilbert, realizzato nel XIX secolo

La mattina del 25 ottobre, i francesi attendevano ancora l'arrivo di rinforzi. Il Duca del Brabante con 2 000 uomini, il Duca d'Angiò con 600 uomini e il Duca di Bretagna con 6 000 uomini, secondo Monstrelet, erano tutti in marcia per raggiungere il luogo della battaglia.
Per tre ore dopo l'alba non vi fu alcuno scontro. I testi militari dell'epoca riportano: "ovunque e ogni qualvolta i soldati appiedati marciavano contro il nemico faccia a faccia, coloro che marciavano [indietro] perdevano e coloro che rimanevano nelle loro posizioni mantenendosi fermi vincevano". Tutto ciò a favore dei francesi, i quali si aspettavano l'arrivo di migliaia di uomini che avrebbero bloccato la ritirata dei soldati di Enrico. I francesi inoltre credevano che gli inglesi sarebbero fuggiti, una volta vista l'enormità dell'esercito che si apprestavano ad affrontare.
Gli uomini di Enrico erano già sofferenti a causa della fame, delle malattie e della diserzione. Si ritiene che lo stesso Enrico credesse di avere maggiori possibilità di vittoria con uno scontro sulla difensiva, ma si ritrovò ad avere la ritirata per Calais bloccata e a dover forzatamente ingaggiare battaglia con i francesi. Ciò lo spinse a cambiare atteggiamento, ordinando che i pali difensivi conficcati nel terreno fossero portate più avanti, così da poter spostare gli arcieri in una posizione più avanzata e proteggerli comunque dalla cariche di cavalleria, attacco che era già avvenuto a memoria inglese durante la battaglia di Crécy.
Nello schieramento opposto lo stretto terreno stravolse i piani francesi. Essi avevano pianificato di posizionare arcieri e balestrieri davanti agli uomini d'arme, con la cavalleria nella retroguardia, il cui scopo era "lanciarsi sugli arcieri e usare la loro inerzia per romperne le file"; tuttavia, nella realtà, arcieri e balestrieri si ritrovarono dietro e ai fianchi degli uomini d'arme. La cavalleria francese, che avrebbe potuto devastare le linee inglesi mentre questi spostavano le difese più avanti, attaccò solo dopo il primo lancio di frecce inglesi. Non è chiaro se questa attesa sia dipesa dalla speranza che gli inglesi iniziassero un attacco frontale, o se i cavalieri non reagirono abbastanza celermente alle manovre inglesi. Le cronache francesi riportano che quando l'attacco di cavalleria avvenne, non tutti gli uomini vi presero parte, poiché alcuni cavalieri si sarebbero ritirati per scaldarsi dal freddo o per rifocillare i cavalli.

### L'attacco della cavalleria francese
Nonostante la disorganizzazione e la mancanza di uomini, la cavalleria attaccò gli arcieri inglesi con esito disastroso. Non riuscirono ad aggirarli a causa dei boschi circostanti e non poterono superare i pali conficcati nel terreno. John Keegan afferma che in questa fase le frecce ferivano solo i cavalli, le cui protezioni erano presenti esclusivamente sulla testa mentre gli uomini montati erano molto più protetti. I cavalli sarebbero diventati pericolosi per i cavalieri una volta imbizzarriti, dopo essere stati colpiti ai fianchi o sul dorso dalle frecce scese dall'alto. La carica e la ritirata dei cavalli rovinarono ulteriormente il terreno fangoso. Il monaco di Saint-Denis, citato da Juliet Barker, racconta di come i cavalli feriti e terrorizzati galopparono attraverso la fanteria in avanzata disperdendola e travolgendo gli uomini nella loro fuga dal campo di battaglia.

### L'assalto principale dei francesi

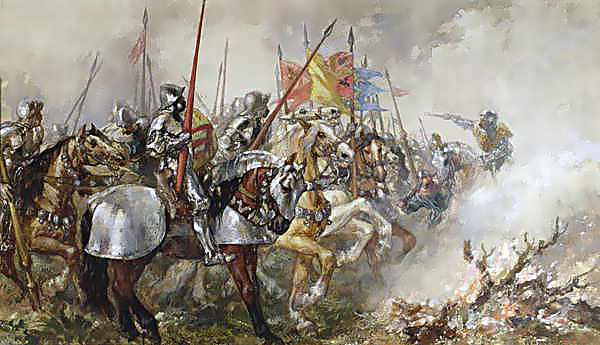
Re Enrico V alla battaglia di Azincourt, di sir John Gilbert, XIX secolo

Le armature degli uomini d'arme francesi a piedi permisero loro di avanzare e coprire il chilometro circa che li separava dalle linee inglesi sotto ciò che il monaco descrisse come "una terrificante grandinata di frecce". Un'armatura completa infatti era considerata sufficiente, tanto che in generale gli scudi non erano neppure usati, anche se le fonti della Borgogna distinguono tra francesi con lo scudo e francesi senza, mentre lo storico Rogers suggerisce che i soldati in prima linea potessero usare anche asce e scudi. Ad ogni modo, per proteggersi il più possibile, i francesi dovettero abbassare le visiere degli elmi e piegare la testa in avanti, poiché le fessure per vedere e respirare potevano permettere il passaggio di una freccia. Tale posizione però limitava sia la vista che il respiro, obbligando gli uomini a camminare per centinaia di metri nel fango, pressati dai propri compagni, con indosso un'armatura da 20-30 chilogrammi su cui si appiccicava la fanghiglia. A peggiorare ciò, il dover girare attorno o camminare sopra i propri compagni caduti.

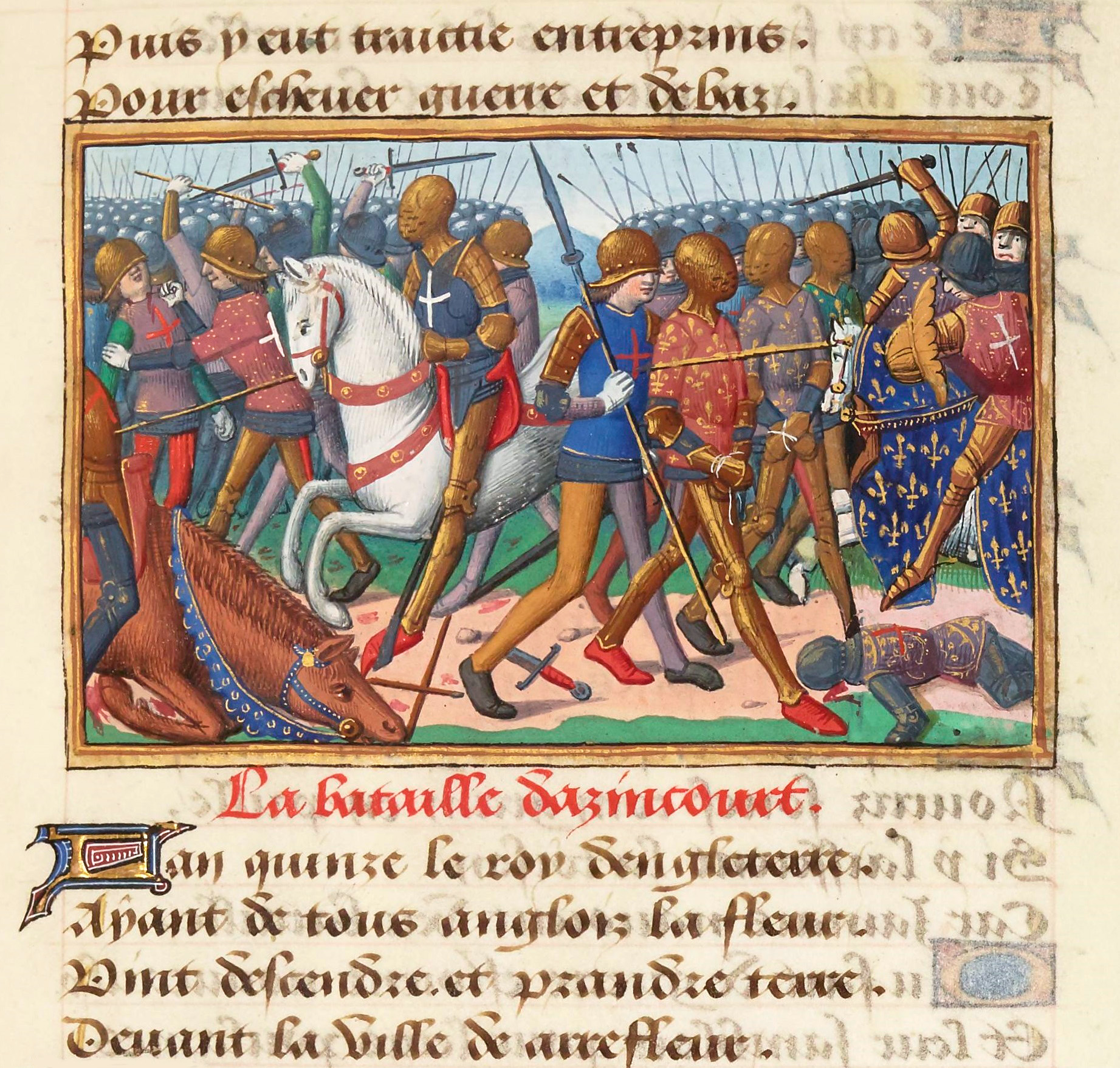
Miniatura dal Vigiles du roi Charles VII riguardante la battaglia

Gli uomini d'arme che riuscirono a raggiungere le linee inglese iniziarono a spingerle indietro, con gli arcieri ai fianchi che continuavano a scagliare frecce di fronte a sé. Terminate le frecce, lasciarono gli archi e, usando accette, spade e mazzuoli, oltrepassarono i pali difensivi e si lanciarono sui francesi, ormai disorientati, affaticati e ammassati di fronte a loro. I francesi non furono in grado di opporsi alle migliaia di uomini con armi leggere, più agili in un terreno fangoso, la cui forza si combinava con le linee di uomini in armatura completa. L'effetto di migliaia di frecce, assieme alle pesanti armature infangate, al caldo al loro interno, alla difficoltà di respirare con la visiera abbassata e allo stress subito durante l'avanzata indebolirono i francesi a tal punto che essi erano "appena in grado di sollevare le loro armi" quando raggiunsero le file di Enrico. Quando alla schermaglia si aggiunsero gli arcieri inglesi, la seconda linea francese attaccò, ma anch'essa fu inghiottita nello stesso caos dell'avanguardia e la dimensione del campo di battaglia non permise loro di sfruttare il vantaggio numerico, anzi limitò ulteriormente il movimento dei loro compagni. Dopo la prima ondata, i francesi dovettero combattere oltrepassando o calpestando i corpi dei loro caduti. Nella pressa formata da migliaia di uomini, molti sono probabilmente soffocati nelle loro armature, come descritto da diverse fonti e com'è noto fosse già avvenuto in altre battaglie.
Infine, migliaia di uomini d'arme francesi erano stati uccisi o fatti prigionieri. Gli scontri durarono circa tre ore, finché anche i comandanti del secondo battaglione francese non morirono o furono catturati dagli inglesi. La Gesta Henrici parla di tre grandi cumuli di morti attorno ai tre principali stendardi inglesi. Secondo le fonti dell'epoca, Enrico combatté in prima linea e saputo che il fratello minore, il duca di Gloucester, era rimasto ferito all'inguine, il re prese la sua guardia personale e protesse il duca finché non venne portato via. Enrico ricevette inoltre un colpo d'ascia in testa, il quale staccò un pezzo di corona che era parte dell'elmo.

### L'attacco alle retrovie inglesi

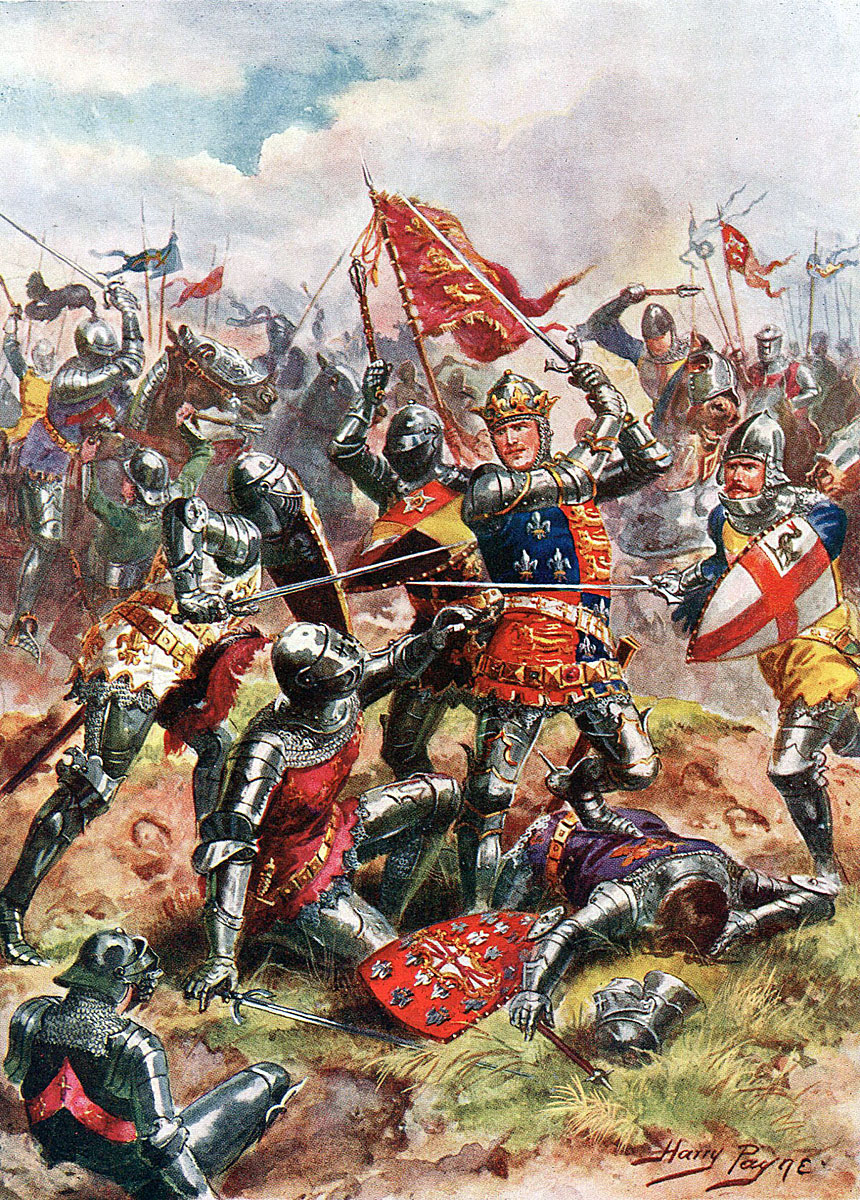
Rappresentazione del 1915 di Enrico V alla battaglia di Azincourt

L'unico successo francese fu un attacco alle retrovie poco protette degli inglesi, durante il quale Ysembart di Azincourt, a guida di un piccolo gruppo di uomini d'arme e servitori, oltre a 600 contadini, si impossessò di parte del tesoro personale di Enrico, inclusa una corona. Non è chiaro dalle fonti se questa manovra fosse parte di un piano francese o un semplice atto di brigantaggio locale. Di certo, Ysembart era un cavaliere di Azincourt e potrebbe essere stato scelto per le sue conoscenze dell'area e per la mancanza di disponibilità di un soldato più esperto. Secondo alcuni testimoni il fatto avvenne verso la fine della battaglia, facendo credere agli inglesi di essere sotto attacco dalla loro retrovia. Secondo Barker l'attacco ebbe luogo all'inizio della battaglia, basandosi sulla testimonianza del cappellano che scrisse il Gesta Henrici e che era presente nelle retrovie inglesi.

### L'esecuzione dei prigionieri
Indipendentemente dall'attacco nelle retrovie, per un breve periodo successivo alla vittoria, Enrico temette che i francesi potessero raggrupparsi nuovamente per un altro attacco. Il Gesta Henrici posiziona questo evento dopo che gli inglesi avevano sopraffatto i due battaglioni francesi e, molto indeboliti, osservavano la retroguardia francese, ancora numerosa e teoricamente pronta a combattere. Anche altre due fonti affermano che fu la riorganizzazione e il movimento ordinato della retroguardia francese a far temere agli inglesi di essere ancora in pericolo. Tuttavia, seguì l'esecuzione dei prigionieri francesi; si ritiene sia stata una decisione di Enrico in persona, nonostante i cavalieri inglesi lo ritenessero contro lo spirito cavalleresco e contro i loro stessi interessi, non potendo così riscuotere alcun riscatto. Enrico quindi minacciò di impiccare chiunque avesse disobbedito.
Comunque siano avvenuti i fatti, Enrico ordinò l'esecuzione di forse migliaia di prigionieri, risparmiando solo quelli di rango più elevato, presumibilmente per ottenerne il riscatto. Secondo la maggior parte delle cronache, la paura di Enrico era che i prigionieri realizzassero di essere superiori in numero, si riarmassero con ciò che avessero trovato a terra sul campo di battaglia e sopraffacessero le esauste forze inglesi. I testimoni dell'epoca, tuttavia, non criticarono il re per la sua scelta. Nel suo studio della battaglia di Azincourt, John Keegan afferma che l'intento principale non era di uccidere i cavalieri francesi, bensì di terrorizzarli e prevenire ogni possibilità che questi riprendessero lo scontro, magari supportati dalle forze di riserva francesi. Ciò avrebbe messo seriamente a rischio gli inglesi, già in inferiorità numerica, e avrebbe potuto trasformare una grande vittoria in una sconfitta distruttiva per entrambe le parti, dato che ora gli uomini d'arme inglesi erano mescolati con i francesi e avrebbero tutti subito perdite se gli arcieri inglesi avessero ripreso a scagliare frecce. Keegan inoltre ipotizzò che, a causa del ridotto numero di arcieri impegnati nelle esecuzioni, assieme al rifiuto dei cavalieri inglesi di uccidere la loro controparte francese e alla difficoltà di uccidere un gran numero di uomini in così poco spazio e in così breve tempo, abbia ridotto drasticamente il numero di prigionieri messi a morte, prima che la retroguardia francese si posizionasse come se volesse un altro scontro, obbligando Enrico a ritirare tale ordine per prepararsi ad un ennesimo scontro. Alla fine però, la retroguardia francese, dopo aver visto il tragico destino dei due battaglioni che la precedevano, si disperse nella boscaglia.

## Le conseguenze

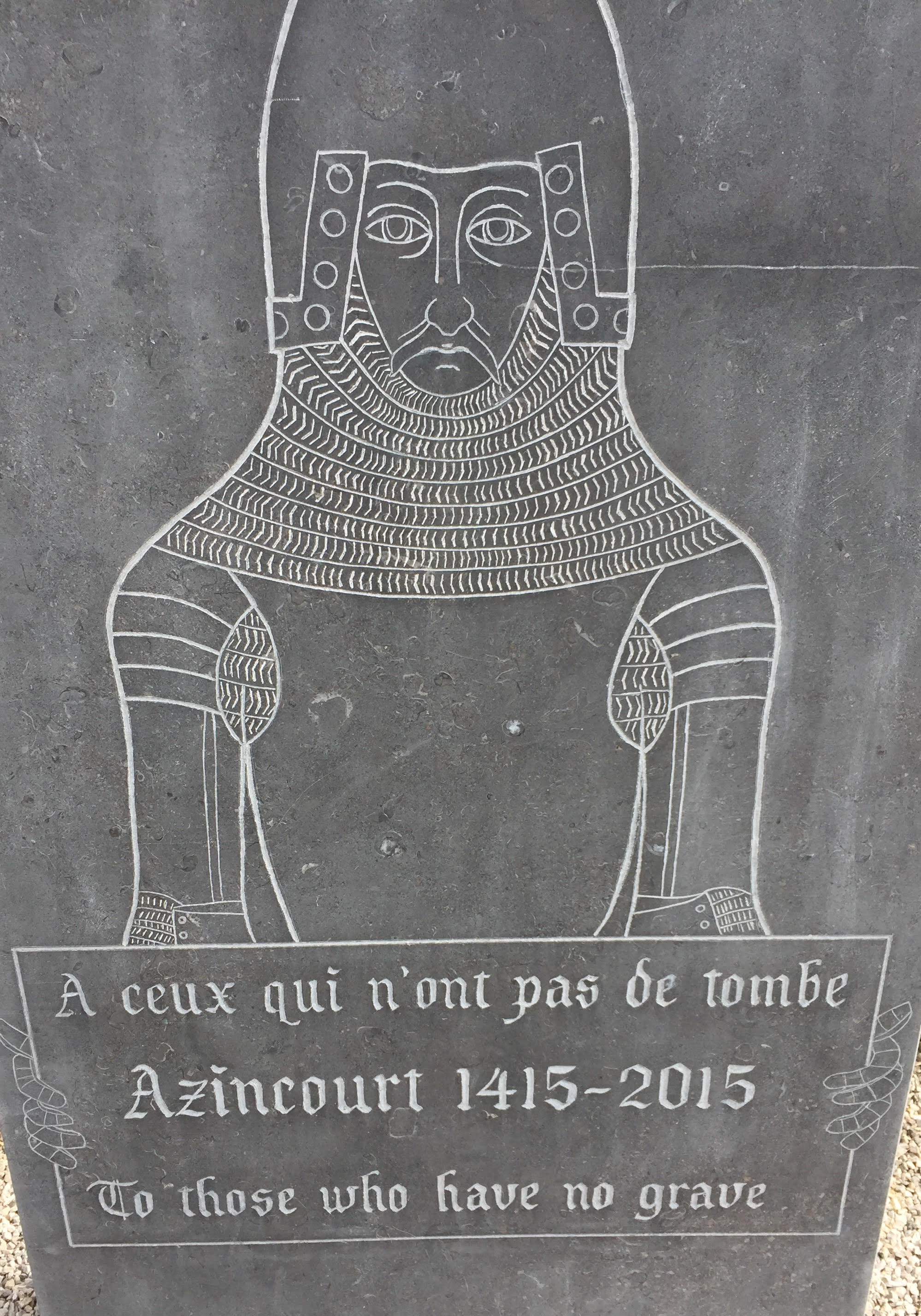
Memoriale della battaglia

I francesi subirono una sconfitta catastrofica e complessivamente circa 6 000 di loro giacquero morti sul campo di battaglia. Tra di essi, vi erano tra i 90 e i 120 nobili e banneret, inclusi tre duchi (Giovanni I d'Alençon, Edoardo III di Bar e Antonio del Brabante), nove conti, un visconte e persino un arcivescovo. La Francia perse anche il suo connestabile (Carlo I d'Albret), un ammiraglio (Giacomo di Dampierre), un maestro balestriere (Davide di Rambures) assieme a tre figli e un maestro della casata reale (Guichard Dauphin). Secondo gli araldi, 3 069 cavalieri e scudieri rimasero uccisi, di cui solo 2 600 poterono essere identificati. Intere famiglie nobiliari furono private della discendenza maschile e in alcune regioni un'intera generazione di nobili sparì. I balivi di nove importanti città della Francia settentrionale erano stati uccisi, spesso assieme ai propri figli, familiari e aiutanti. Secondo Juliet Barker, la battaglia decimò la leadership della società francese in Artois, Ponthieu, Normandia e Piccardia. Nella battaglia andò perso anche l'Orifiamma, lo stendardo di guerra francese che era stato usato dai re di Francia sin dal XII secolo. Prima della battaglia era stato consegnato a Guillaume Martel, che lo portò sul campo di battaglia, dove lui morì e lo stendardo svanì dalla storia.
Le stime sul numero di prigionieri variano tra i 700 e i 2 200 uomini, tra cui vi erano i duchi Carlo di Valois-Orléans e Giovanni I di Borbone, i conti Carlo d'Artois, Luigi I di Borbone-Vendôme e Arturo III di Bretagna (fratello di Giovanni VI di Bretagna e fratellastro di Enrico V stesso), Giovanni VII di Harcourt e il maresciallo Jean II Le Meingre, noto come Boucicaut. Le prove identificano almeno 112 inglesi morti in combattimento, mentre Monstrelet riporta 600 morti. Tra essi vi erano il duca di York, il giovane conte di Suffolk e il nobile gallese Dafydd Gam.
Anche se la vittoria è stata decisiva dal punto di vista militare, il suo impatto politico è complesso. Non portò infatti ad immediate conquiste inglesi, poiché la priorità di Enrico era di tornare in Inghilterra, cosa che avvenne il 16 novembre. Enrico tornò come un re conquistatore, visto come benedetto da Dio agli occhi dei suoi sudditi e delle altre potenze europee esclusa, ovviamente, la Francia. Con la vittoria, legittimò inoltre la casata dei Lancaster sul trono inglese e le future campagne di conquista in Francia. Altri benefici per gli inglesi giunsero nel lungo termine. Poco dopo la battaglia, la tregua tra armagnacchi e borgognoni si ruppe. La sconfitta francese infatti ricadde sui primi, i quali subirono la maggior parte delle perdite e perciò furono considerati responsabili. I borgognoni ne approfittarono entro dieci giorni dalla battaglia radunando le loro armate e marciarono su Parigi. Questa mancanza di unità in Francia concesse a Enrico diciotto mesi per prepararsi a rinnovare la campagna di espansione in Normandia, la quale era stata danneggiata politicamente e militarmente dalla crisi interna francese.

### L'analisi della battaglia

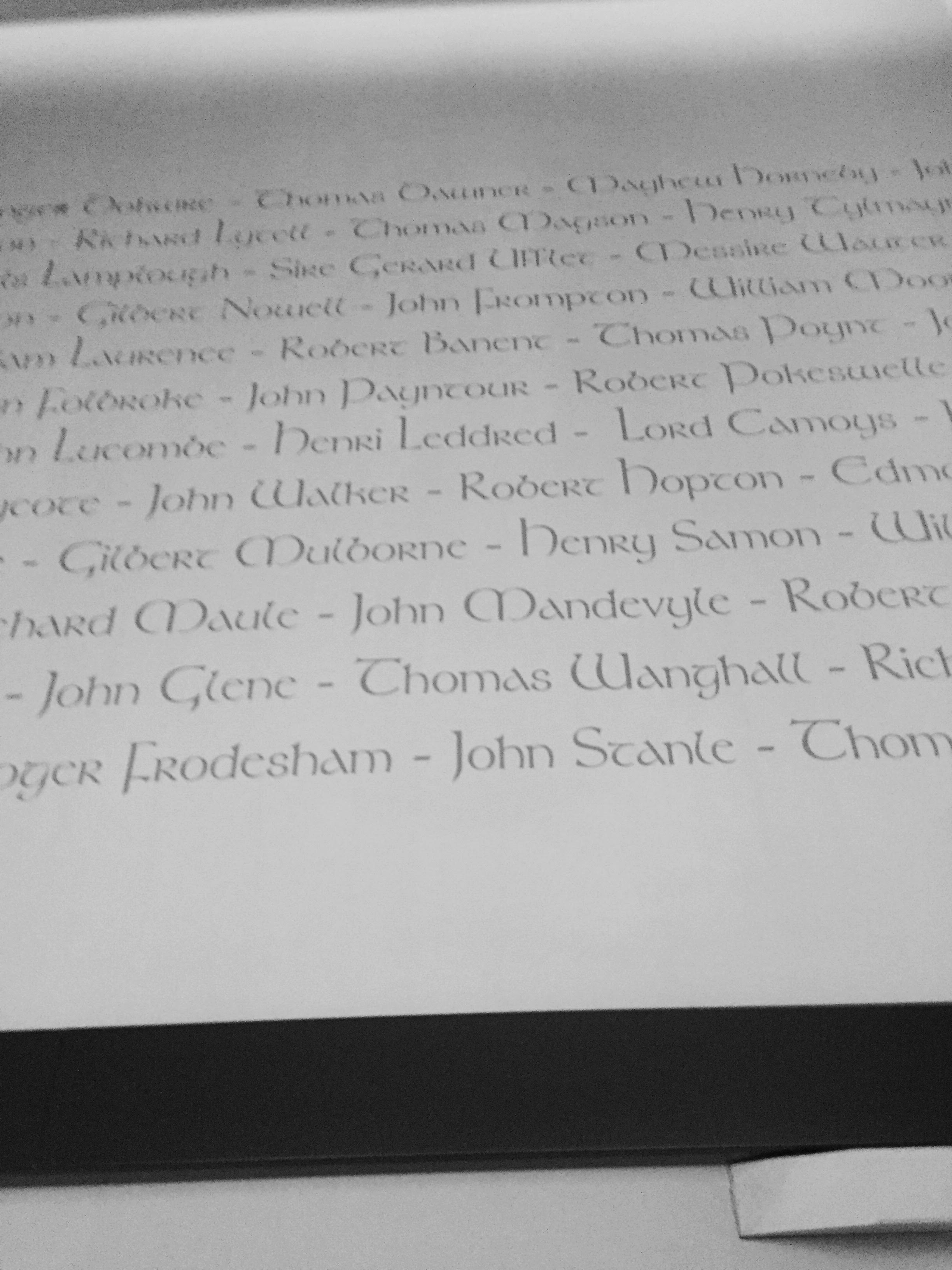
Memoriale con i nomi degli arcieri inglesi morti nella battaglia

Va notato che l'esercito francese era superiore a quello inglese. Quello che mancò non fu una tattica vincente, oppure un armamento superiore, quanto un comando capace di sfruttare gli errori fatti dagli inglesi nelle settimane e nelle ore che precedettero la battaglia e le opportunità che potevano essere sfruttate, come lo spostamento in avanti delle linee di arcieri. Uno dei motivi di questa inazione erano le divisioni all'interno dell'aristocrazia francese, unita alla scarsissima disciplina della cavalleria. Non vi sarebbe stata una linea di comando chiara ed inequivocabile, ogni nobile partecipò alla battaglia con il suo seguito desiderando di essere posto in prima fila, anzi le discussioni per stabilire la precedenza nel combattimento ritardarono l'inizio della battaglia e causarono il ritirarsi della retroguardia. Seppur superiori di numero, gli uomini d'arme francesi furono prima ostacolati dalla loro stessa cavalleria in rotta, che ne scompaginò le file, e poi dal desiderio di duellare con i loro pari rango inglesi. Questo creò un effetto imbuto ed un vero e proprio ingorgo di uomini. I cavalieri appiedati francesi, pesantemente corazzati, si trovarono quindi a convergere tutti verso il centro della formazione avversaria. Questo ne determinò la rovina: pressati dai lati e dai propri commilitoni da dietro, le prime file non riuscivano quasi a muoversi e furono massacrate dagli arcieri gallesi e inglesi che, superiori in numero e ben più leggeri, affrontavano i singoli attaccandoli ai fianchi.

## Azincourt oggi
La cittadina di Azincourt è situata a 75 km a sud-est di Calais a lato della strada D928. Il museo della battaglia è nel municipio del paese e contiene alcuni contributi audio-visivi; sono inoltre esposte alcune repliche di armature dell'epoca. A 4,5 km dal paese si trova quello che secondo la tradizione è il sito dello scontro, segnalato da un monumento commemorativo costruito nel XIX secolo nei pressi delle fosse di sepoltura dei soldati, a lato della strada che collega Azincourt a Tramecourt.